# Coleoxestia fasciola
Coleoxestia fasciola là một loài bọ cánh cứng trong họ Cerambycidae.